# Erzsébet Szőnyi
Erzsébet Szőnyi (ur. 25 kwietnia 1924 w Budapeszcie, zm. 28 grudnia 2019 tamże) – węgierska kompozytorka, pianistka, pedagog. 

## Biografia
Urodziła się w Budapeszcie 25 kwietnia 1924 roku. Erzsébet Szőnyi studiowała kompozycję i fortepian na Akademii Muzycznej im. Ferenca Liszta w Budapeszcie u Jánosa Viski. Otrzymała dyplom nauczania muzyki w szkole średniej. W Paryżu uczestniczyła w kursach Tony'ego Aubina i Oliviera Messiaena w Conservatoire de Paris, zdobyła nagrodę za kompozycję i pracowała prywatnie z Nadią Boulanger w 1947 i 1948 roku. Była również uczennicą Zoltána Kodálya, z którym blisko współpracowała. Później uczyła w Akademii Muzycznej im. Ferenca Liszta, prowadząc zajęcia z edukacji muzycznej i kierując chórami. Od 1964 r. Szőnyi była członkiem kierującym Międzynarodowym Towarzystwem Edukacji Muzycznej (ISME). Była wiceprezesem ISME w latach 1970–1974. Zmarła 28 grudnia 2019 roku w Budapeszcie w wieku 95 lat.

## Nagrody
- 1947: Nagroda Liszta
- 1959: Erkel Ferenc-díj
- 1995 i 2004: Nagroda Bartók-Pásztory
- 2001: Nagroda Kodály
- 2003: Nagroda Kossutha